# Tepetlayo
Tepetlayo är en ort i Mexiko.   Den ligger i kommunen San Martín Chalchicuautla och delstaten San Luis Potosí, i den sydöstra delen av landet, 220 km norr om huvudstaden Mexico City. Tepetlayo ligger 259 meter över havet och antalet invånare är 141.
Terrängen runt Tepetlayo är kuperad västerut, men österut är den platt. Runt Tepetlayo är det ganska tätbefolkat, med 80 invånare per kvadratkilometer. Närmaste större samhälle är Tamazunchale, 18,2 km sydväst om Tepetlayo. I omgivningarna runt Tepetlayo växer huvudsakligen savannskog.